# ショベルノーズキャットフィッシュ
ショベルノーズキャットフィッシュ（学名：Sorubim lima ）は、ナマズ目の淡水魚。通称は「ショベルノーズ」、「ショベルノーズキャット」などがある。代表的な南米産大型ナマズで、体長は最大で約50cmとピメロドゥス科の人気種に比べるとずっと小さい。ペットショップでは10cm程の幼魚が出回っている事が多い。

## 分布
アマゾン川

## 形態
シャベルのような平たい頭部が名前の由来。体側に黒いラインが入り、腹部は白く背面は灰色となる。ナマズとしては細長い体型をしている。髭は6本で、脂鰭がある。

## 飼育
それほど大掛かりな設備は必要ない。性質も温和なので、同程度のサイズの魚となら問題なく混泳できる。